# Andrea Schindler
Andrea Schindler (* 30. September 1974) ist eine deutsche Germanistin der Fachrichtung Germanistische Mediävistik.

## Leben
Andrea Schindler studierte Germanistik und Musikpädagogik an der Universitäten Erlangen und der Universität Bamberg (Magister Artium). Sie war wissenschaftliche Mitarbeiterin und Lehrbeauftragte am Lehrstuhl für Deutsche Philologie des Mittelalters. 2008 wurde sie in Bamberg bei Ingrid Bennewitz und Albert Gier summa cum laude promoviert.
Nach einer Gastdozentur an der Universität Urbino bei Michael Dallapiazza im Jahr 2008 hatte sie von 2009 bis 2015 eine Juniorprofessur für Germanistische Mediävistik an der Universität Bamberg inne. 2014 erhielt sie die Lehrbefugnis für „Deutsche Literatur des Mittelalters und der Frühen Neuzeit“. Nach ihrer Habilitation 2016 war sie 2016/17  Fachvertreterin für Germanistische Mediävistik an der Universität Bamberg. Von 2017 bis 2023 wirkte sie als Studienrätin bzw. Oberstudienrätin im Hochschuldienst an der Universität des Saarlandes. 2020/21 vertrat sie eine W3-Professur an der Bergischen Universität Wuppertal. 
Seit 2023 lehrt sie als W2-Professorin für Germanistische Mediävistik an der Technischen Universität Braunschweig. Zudem ist sie in zahlreichen wissenschaftlichen Gremien vertreten. 
Ihre Forschungsgebiete sind Hochmittelalter, Spätmittelalter, frühe Neuzeit (Humanismus, Renaissance, Barock, Aufklärung), Aufführung und Schrift, Produktions-, Rezeptions-, Wirkungsforschung und Literatur und andere Künste. 

## Auszeichnungen
2008 wurde sie mit dem Promotionspreis der Universität Bamberg und 2009 mit dem Kulturpreis Bayern der E.ON Bayern ausgezeichnet.

## Schriften (Auswahl)
Monographien
- Mittelalterrezeption im zeitgenössischen Musiktheater. Katalog und Fallstudien. Zugl. Diss. Bamberg. Dr. Ludwig Reichert Verlag, Wiesbaden 2009, ISBN 978-3-89500-689-0.
- Wege in die Geschichte durch Erzählen von Vergangenheit in der Frühen Neuzeit. Dr. Ludwig Reichert Verlag (zugleich Habilitationsschrift, Otto-Friedrich-Universität Bamberg), Wiesbaden 2020, ISBN 978-3-95490-432-7. Rezension von Klaus Graf

Herausgaben
- Mediävistische Perspektiven im 21. Jahrhundert: Festschrift für Ingrid Bennewitz zum 65. Geburtstag. Dr. Ludwig Reichert Verlag, Wiesbaden 2021, ISBN 978-3-7520-0598-1.
- Alte Helden – neue Zeiten: die Formierung europäischer Identitäten im Spiegel der Rezeption des Mittelalters. Königshausen & Neumann, Würzburg 2017, ISBN 978-3-8260-6105-9.
- mit Evelyn Meyer: Geschichten sehen, Bilder hören: Bildprogramme im Mittelalter. University of Bamberg Press, Bamberg 2015, ISBN 978-3-86309-330-3.

Aufsätze
- Was man gelesen haben muss – und was gelesen wird. Mittelhochdeutsche Literatur gestern und heute. In: Kanon und Literaturgeschichte. Facetten einer Diskussion. Hg. von Ina Karg und Barbara Jessen. Frankfurt/Main 2014 (= Germanistik Didaktik Unterricht; 12), S. 207–228.
- Mythos Mittelalter – Mythos Moderne. Geschichtsbilder im zeitgenössischen Musiktheater. In: Wider die Geschichtsvergessenheit. Inszenierte Geschichte – historische Differenz – kritisches Bewusstsein. Hg. von Gisela Febel, Sonja Kerth und Elisabeth Lienert. Transcript Verlag, Bielefeld 2022, S. 165–186. Online
- mit Elisabeth Huwer: Prophetie durch Rückgriff. Frühnationalsozialistische Nibelungen-Rezeption bei Dietrich Eckart. In: Das 'Nibelungische' und der Nationalsozialismus. Populäre und wissenschaftliche Diskurse im 'Dritten Reich'. Hg. von Seraina Plotke, Robert Schöller und Lysander Büchli. Transcript Verlag, Bielefeld 2023, S. 107–128.